# Hios (grad)
Hios (grčki: Χίος) je glavni grad egejskog otoka Khíosa, u istočnoj Grčkoj. Grad je smješten na istočnoj obali otoka, nasuprot turskoj obali i gradu Çeşme. Hios ima 32.000 stanovnilka i upravno je sjedište (i glavna luka) otoka i prefekture Hij. 
Grad često zovu, kao i sve otočne gradove po Grčkoj, jednostavno Chora (što znači grad) ili Kastro (hrv. utvrda) da istaknu razliku od Hiosa, - otoka koji ima isto ime.  

## Povijest
Izvorno antičko naselje podignuto je na sjevernoj strani prirodne luke. Tijekom XVI st., već utvrđeni grad je pojačan u tešku srednjovjekovnu utvrdu "Kastro".  
Današnji grad izrastao je iz Kastra (utvrde), u posljednjih 200 godina. Nakon katastrofalnog potresa iz 1881. godine, grad je postupno izgrađen u neoklasičnom stilu, ali danas uz obalu prevladavaju potpuno moderne građevine.
Centar grada nalazi se između utvrde i luke, tu su smještene zgrade uprave, muzeji, kao i glavna trgovačka ulica Aplotaria, i gradski park.
Sjeverno od grada Hiosa, nalazi se prigradsko naselje Vrondathos. Zračna luka za cijeli otok smještena je na par kilometara južno od središta grada.

## Vanjske poveznice
- Službene starnice (engl.) (grč.)